# Gordon Jacob
Gordon Percival Septimus Jacob (5. juli 1895 i London, England – 8. juni 1984 i Saffron, Walden, England) var en engelsk komponist.
Jacob studerede på Royal college of Music i London hos Ralph Vaughan Williams og Charles Villiers Stanford. Han var en romantisk komponist, og har skrevet 5 symfonier, orkesterværker, koncertmusik og en del for blæsere.
Han har bl.a. undervist Imogen Holst og Malcolm Arnold. 

## Udvalgte værker
- Symfoni nr. 1 (1928–1929) - for orkester
- Symfoni nr. 2 (1945) - for orkester
- Symfoni (1943) - for strygeorkester
- "York Symfoni" (1970) - for messingorkester
- "Symfoni AD 78" (1978) - for koncertband
- 2 Bratschkoncerter (1925, 1979) - for bratsch og orkester
- 2 Klaverkoncerter (1927, 1957) - (nr. 1 : for klaver og strygeorkester, nr. 2: for klaver og orkester
- 2 Obokoncerter (1933, 1956) -  nr. 1: for obo og strygeorkester, nr. 2: for obo og orkester
- Koncert (1954) - for violin og strygeorkester
- Koncert (1955) - for cello og strygeorkester
- Koncert (1984) - for pauker og brassband
- "Fantasi" (19 for euphonium og brassband
- Trombonekoncert (1956) - for trombone og orkester